# بی‌ان‌اس سنگو
بی‌ان‌اس سنگو (به انگلیسی: BNS Sangu) یک کشتی است که طول آن 59.5 meter می‌باشد. این کشتی در سال ۱۹۷۷ ساخته شد.